# رضا تمدن
رضا تمدن (۱۳۰۸–۳ مرداد ۱۳۹۷) حقوقدان ایرانی است. وی اولین استاندار همدان پس از انقلاب ۱۳۵۷ در دولت موقت ایران بود.
تمدن از ۱۸ فروردین ۱۳۵۸ تا مرداد همان سال در سمت خود باقی ماند و پیش از آن نیز مدتی دادستان تهران بود.